# 泰勒·斯威夫特：時代巡迴演唱會
《泰勒·斯威夫特：時代巡迴演唱會》是一部于2023年上映的演唱会电影，为美国创作歌手泰勒·斯威夫特的時代巡迴演唱會的电影版本。电影由薩姆·倫奇执导，斯威夫特担任制片人，并由AMC電影院和Cinemark電影院定档于2023年10月13日上映。
電影全程拍攝於巡演2023年8月3日至5日在洛杉磯SoFi體育場舉辦的三場演唱會，同時本片也因為并非电影和电视制片人联盟成员制作公司参与的电影因此得以在2023年好萊塢勞資糾紛罷工期間得以進行製作。在與好萊塢主要電影與串流媒體公司就發行協議方面談判破裂後，斯威夫特與AMC電影院達成了發行本電影的協議，隨後亦與Cinemark電影院達成發行協議。電影自宣佈以來便獲得了極大的關注度和電影票需求，部分電影公司因電影的突然宣佈而宣佈緊急將其計劃於10月13日上映的電影進行改檔調整，同时电影以預售首日3700萬票房打破了多項美國電影首日預售記錄，并于2023年10月5日预售达到1億美元，成为史上票房最高的演唱会电影。

## 制作

### 背景与开发
時代巡迴演唱會（The Eras Tour）是美國創作歌手泰勒·斯威夫特舉辦的第六次世界巡迴演唱會，以斯威夫特的全部錄音室專輯為主題，於2023年3月17日在美國格蘭岱爾開始，2024年11月23日在加拿大多倫多結束。這次巡回演唱會在口碑和商業表現上均獲得了大幅度的成功，同時全球前所未有的門票需求和粉絲狂熱的支持也對全球經濟和文化造成了大量積極影響。
2023年，斯威夫特開始將本次巡迴演唱會製作成電影並計劃於電影院線上映。此前參與執導了《比莉·艾利什：O2體育館現場》和《麗珠：演唱會現場》的薩姆·倫奇作為本片導演。電影錄制於本次巡演於2023年8月3日至5日在洛杉磯SoFi體育場的前三場演出，並由斯威夫特的自營獨立電影製作公司製作。由於不由任何好萊塢主要電影與串流媒體公司參與製作，本片的製作成本也得到了大幅度的控制，並預計使用了1000–2000萬美元製作成本製作。此外由於沒有任何電影和電視製片人聯盟成員公司製作，以及符合演員工會-美國電視和廣播藝人聯合會與電影製作公司的談判要求等有利因素，電影因此得以在2023年好萊塢勞資糾紛罷工期間進行製作 。演員工會-美國電視和廣播藝人聯合會首席谈判代表邓肯·克拉布特里-爱尔兰指出斯威夫特作为工会成员之一与工会亲自对电影的制作进行了谈判，并承诺按照工会合同的要求进行电影的制作。2023年8月31日，斯威夫特通過其社交媒體和《早安美國》宣佈了電影的上映日期，電影亦於同日開始預售。

### 發行與預售
在美國，電影將由AMC電影院發行並在旗下電影院上映，並計劃在上映期間每周從週二至週四期間每日至少上映四場，打破了現在美國的電影傳統上映模式。AMC將電影標準票和兒童/老年票分別定價19.89美元和13.13美元，分別緻敬了斯威夫特的專輯《1989 (重製版)》和她的幸運數字「13」，同時每張電影票亦會額外贈送一張電影海報、一個限量版爆米花桶和一個限量版飲料杯。電影亦將在IMAX和杜比影院上映。
此外，AMC电影院亦将作为电影的全球发行方并准许电影在非AMC院线电影院上映。Cinemark電影院和全球其他電影院線同時也被准許在AMC電影院的許可下對電影進行發行。除了AMC電影院和Cinemark電影院外，電影也將會在美國的Regal電影院、加拿大的Cineplex娛樂電影院、墨西哥的Cinépolis和Cinemex、英國的歐典院線上映，並通過獨立發行公司Variance Films與AMC電影院的聯合分銷協議進行宣發並在如Fandango的第三方票務網站上對電影進行門票銷售。《綜藝》預計電影將在全北美4000多家電影院在內的全球8000多家電影院同步上映。在澳大利亞，電影計劃將在上映前四周內至少每周上映15場。
根據媒體報道，斯威夫特和她的家人們秘密與AMC電影院CEO亞當·阿倫對電影發行進行安排，並根據斯威夫特提出的融資與發行要求達成了發行協議。電影由於其採用固定票價以及不接受會員折扣的購票要求，以及除AMC和Cinemark外的電影院線在電影宣佈當天前未得知其上映安排等因素，於電影院線行業內引起了一定爭議並被質疑其發行模式違背了行業規範，然而《商業內幕》則指出，由於派拉蒙法案已經在2020年被廢除，因此電影的發行模式是合法的。《Punk》記者馬修·貝羅尼則報道稱由於與主要電影與串流媒體公司談判以「令人失望」的結局破裂，斯威夫特和她的父母才選擇了與AMC和Cinemark達成電影的發行協議。根據協議，電影43%的收入將由放映電影院獲得，剩下57%的收入則由AMC的發行宣傳部門和斯威夫特平分，此外，電影的特許收入則將全數有放映電影院獲得，同時電影院被准許將電影上映長達26周，斯威夫特則有權力選擇在電影上映13周後是否將其上線到串流媒體。

## 发行
《泰勒·斯威夫特：時代巡迴演唱會》将于2023年10月11日在洛杉矶举行首映礼，將在北美和全球100多個國家於2023年10月13日上映，巴西、香港、印度、澳門、新加坡、台灣、越南、保加利亞、匈牙利、印尼、羅馬尼亞、韓國和土耳其則將於2023年11月3日上映。《綜藝》表示北美地區預計將大規模上映長達4周的安排已经“远超出传统演唱会电影在电影院为了粉丝而选择的1至2天的特别上映计划。”

## 迴響

### 預售票房
自預售以來，《泰勒·斯威夫特：時代巡迴演唱會》便獲得了超出預期的電影票需求量。為了防止出現類似於Ticketmaster在預售時代巡迴演唱會美國場次時的爭議，AMC將其售票系統進行了升級使得其能容納原最大網絡流量容量的五倍流量，並宣佈暫時停止了對其他上映中和預售電影的電影票銷售。然而在預售開始後，AMC的手機程序遍開始遭到多次崩潰，同時於AMC官網進行購票的用戶也被緊急安排到了對網站的訪問許可等候隊列中。在電影預售的前一小時內，電影票房就已經達到了1000萬美元，並被票房分析師形容其預售水平與漫威漫畫改編電影持平。關鍵詞「AMC」於預售開始後在網絡搜索引擎上的搜索量上漲了1000%，同時AMC的股票亦上漲了9.2%。
2023年9月1日，AMC宣佈電影在預售前三個小時內達到2600萬美元，超過了2021年電影《蜘蛛人：無家日》的1690萬美元首日預售票房成為了AMC電影院首日預售票房最高的電影。AMC電影院和Cinemark電影院隨機宣佈對電影增加放映場次，Cinemark則稱已經為電影預留了足夠的放映廳以確保電影的放映能擁有足夠的需求量。電影在IMAX於預售首日便售完了250多場，基本與熱門作品的IMAX首日預售相當。售票網站Fandango報道稱電影打破了該平台上2023年的首日預售記錄，且其預售成績可以與2021年《蜘蛛人：無家日》，2019年《復仇者聯盟：終局之戰》和2015年《STAR WARS：原力覺醒》的首日預售成績相比較。預售第二天，《Deadline Hollywood》報道稱電影在預售首日票房就已經達到3700萬，超過了《STAR WARS：原力覺醒》的2000萬美元成為北美首日預售第二高的電影，僅次於《復仇者聯盟：終局之戰》的5000萬美元。電影首週末票房預估將達到7000萬至1億美元，成為史上最賣座的演唱會電影。截至9月15日，電影預售票房已經達到6500萬美元，超過了《奇異博士2：失控多重宇宙》的6000萬美元預售成績和《新蝙蝠俠》的4200萬美元預售成績。
在墨西哥，電影於Cinépolis院线的預售首日售出29萬2500張票，超越了2018年的《復仇者聯盟3：無限之戰》成為Cinepolis院線首日預售票房最高的電影。在澳大利亚，电影于Hoyts院线的预售中前12小时票房达到了30万美元，超出2022年的《阿凡達：水之道》前12小时的预售额三倍之多。在英國，電影在Vue國際的預售打破了2022年的《防彈少年團：Permission to Dance on Stage》記錄成為了Vue國際首日預售和首周預售票房最高的演唱會電影。大部分媒體預測電影在北美的首週末票房預計將達到7000萬–1億美元。2023年10月6日，AMC電影院宣佈電影的全球預售票房已經達到1億美元，使得電影在為上映前就已經超過2011年的《賈斯丁·比伯：永不說「永遠」》的票房成為影史上收入最高的演唱會電影。
| 上一届： 《大法師：信徒》 | 2023年美國週末票房冠軍 第43–44週 | 下一届： 《佛萊迪餐館之五夜驚魂》 |

### 業界反應
自電影宣佈以來，本片的非傳統發行策略引起了電影、音樂和娛樂記者的大量評論。《名利場》記者薩凡納·沃爾什指出電影在「行業最急需的時候」上映並且可能會在下半年因2023年好萊塢勞資糾紛對傳統院線電影的負面衝擊下提升該時期的票房收入。《Deadline Hollywood》記者安東尼·達歷山德羅和《今日美國》記者帕特里克·瑞安均表示電影將有可能「拯救」2023年下半年的電影票房。國家電影院所有者協會主席邁克爾·奧利里指出電影的大獲成功已經足以證明演唱會電影在電影院的潛力。CNBC指出斯威夫特的电影上映策略将重振自1960年代以来逐渐衰落的院线演唱会电影。《滾石》將《泰勒·斯威夫特：時代巡迴演唱會》列為了「2023年秋季必看的42部電影」之一。
《每日電訊報》將斯威夫特成為「演藝界最偉大的戰術家」，並指出「‘芭本海默’證明瞭觀眾會接受讓他們能親身體驗其中的電影，但好萊塢拒絕了這一模式，所以斯威夫特迅速拿下了該模式的有利地位。」Collider和TheWrap指出斯威夫特通過成功的談判和交易證明瞭電影的盈利能力，並向電影公司發送了明確的信息，即院線巨頭即使在沒有他們的情況下仍能找到強有力的作品，並將改寫當前電影發行的模式。
《新聞週刊》記者香農·鮑威指出斯威夫特與AMC的合作將很有可能「改寫」傳統的電影發行模式。《告示牌》指出斯威夫特與AMC「不同尋常的合作」能對包括AMC在內的電影院線將其發行業務拓展到演唱會電影產生影響。2023年10月1日，美国歌手碧昂丝宣布了其基于文艺复兴世界巡回演唱会的演唱会电影《碧昂丝：文艺复兴》，并绕过了其所属的哥伦比亚唱片同一母公司下的索尼影业而采用与斯威夫特相同的由AMC院线直接发行的上映模式。

### 上映影响
在《泰勒·斯威夫特：時代巡迴演唱會》宣佈上映日期後，美國各大電影製作公司均選擇了將其10月上映的電影大規模改檔以避開與斯威夫特的正面競爭。此前，由於電影與恐怖電影《大法師：信徒》同日上映，基於網絡謎因「芭本海默」的話題「#大法師斯威夫特」（英語：#Exorswift）便迅速進入到了社交媒體熱搜列表中，然而在電影宣佈不久後，《大法師：信徒》的發行方環球影業緊急宣佈為避開與斯威夫特正面競爭而將《大法師：信徒》的上映日期提前一周。《獨立一線》指出相較於《泰勒·斯威夫特：時代巡迴演唱會》的低成本宣發，《大法師：信徒》的高成本宣發則明顯處於劣勢。此外，派拉蒙影業和蘋果影業也聯合宣佈了其製作的西部電影《花月殺手》為避開與斯威夫特的競爭而直接取消了其10月20日大規模上映前的小規模點映計劃。
| 影片               | 发行方       | 原定档期       | 新檔期或其他動作                 | 参考   |
| ------------------ | ------------ | -------------- | -------------------------------- | ------ |
| 《笨錢效應》       | 索尼影業     | 2023年10月6日  | 2023年9月29日                    | [ 58 ] |
| 《大法師：信徒》   | 環球影業     | 2023年10月13日 | 2023年10月6日                    | [ 55 ] |
| 《超危險保鑣》     | 相對論傳媒   | 2023年10月6日  | 2023年10月27日                   | [ 59 ] |
| 《沼澤王的女兒》   | 狮门影视公司 | 2023年10月6日  | 2023年11月3日                    | [ 60 ] |
| 《平凡天使》       | 狮门影视公司 | 2023年10月13日 | 2024年2月23日                    | [ 61 ] |
| 《波斯人版本》     | 索尼影業     | 2023年10月13日 | 2023年10月20日                   | [ 62 ] |
| 《普瑞希拉》       | A24          | 2023年10月27日 | 2023年11月3日                    | [ 63 ] |
| 《之後會發生什麼》 | 布利克街     | 2023年10月13日 | 2023年11月3日                    | [ 64 ] |
| 《花月殺手》       | 派拉蒙影業   | 2023年10月20日 | 上映檔期不變，小規模提前點映取消 | [ 57 ] |

## 註解
1. ↑  风格化为Taylor Swift | The Eras Tour

## 外部鏈接
- 官方网站
- 互联网电影数据库（IMDb）上《泰勒·斯威夫特：時代巡迴演唱會》的资料（英文）
- 爛番茄上《泰勒·斯威夫特：時代巡迴演唱會》的資料（英文）